# Anundshög

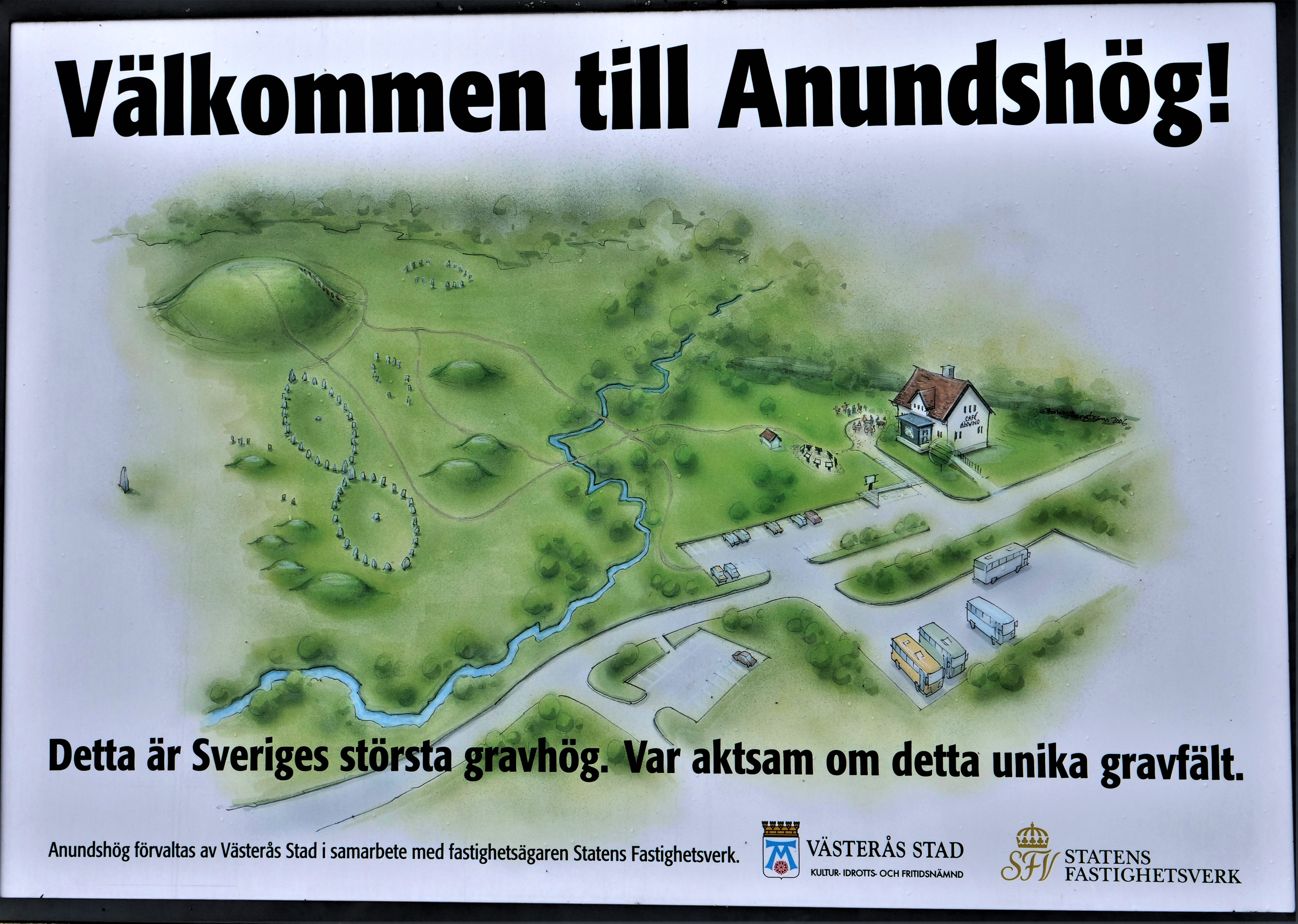
Plan zu Schwedens größtem Grabungsfeld

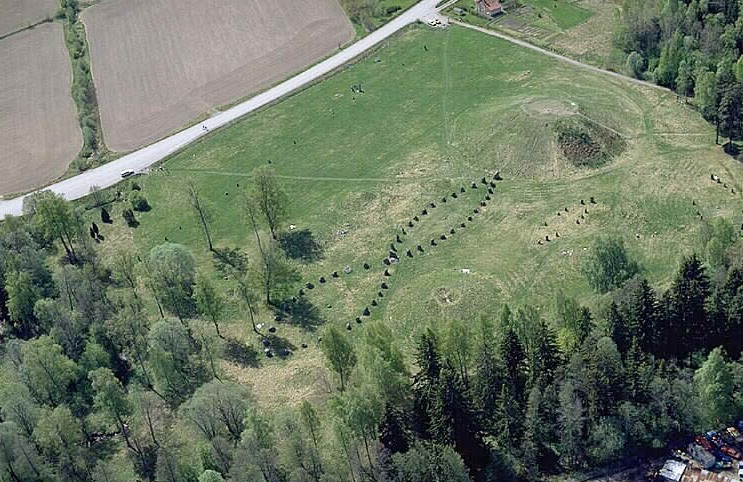
Luftbild

Anundshög (auch unter Badelunda bekannt) mit seinen Hügelgräbern, Schiffssetzungen, Steinsetzungen, und dem Runenstein gehört unter den Gräberfeldern der Wikingerzeit zu den größten, bedeutendsten und ist, was Denkmälertypen anbelangt, das mannigfaltigste.
Es liegt bei Västerås im Västmanland in Schweden. Der mächtige Anundshög (Hügel), der größte Grabhügel Schwedens, gab dem Platz seinen Namen. Man bringt ihn mit Bröt-Anund aus der Ynglinga saga in Verbindung, der im 6. Jahrhundert gelebt haben soll. Das Gräberfeld wurde von der Völkerwanderungs- bis in die Wikingerzeit (etwa 500–1050 n. Chr.) genutzt.

## Die Hügel

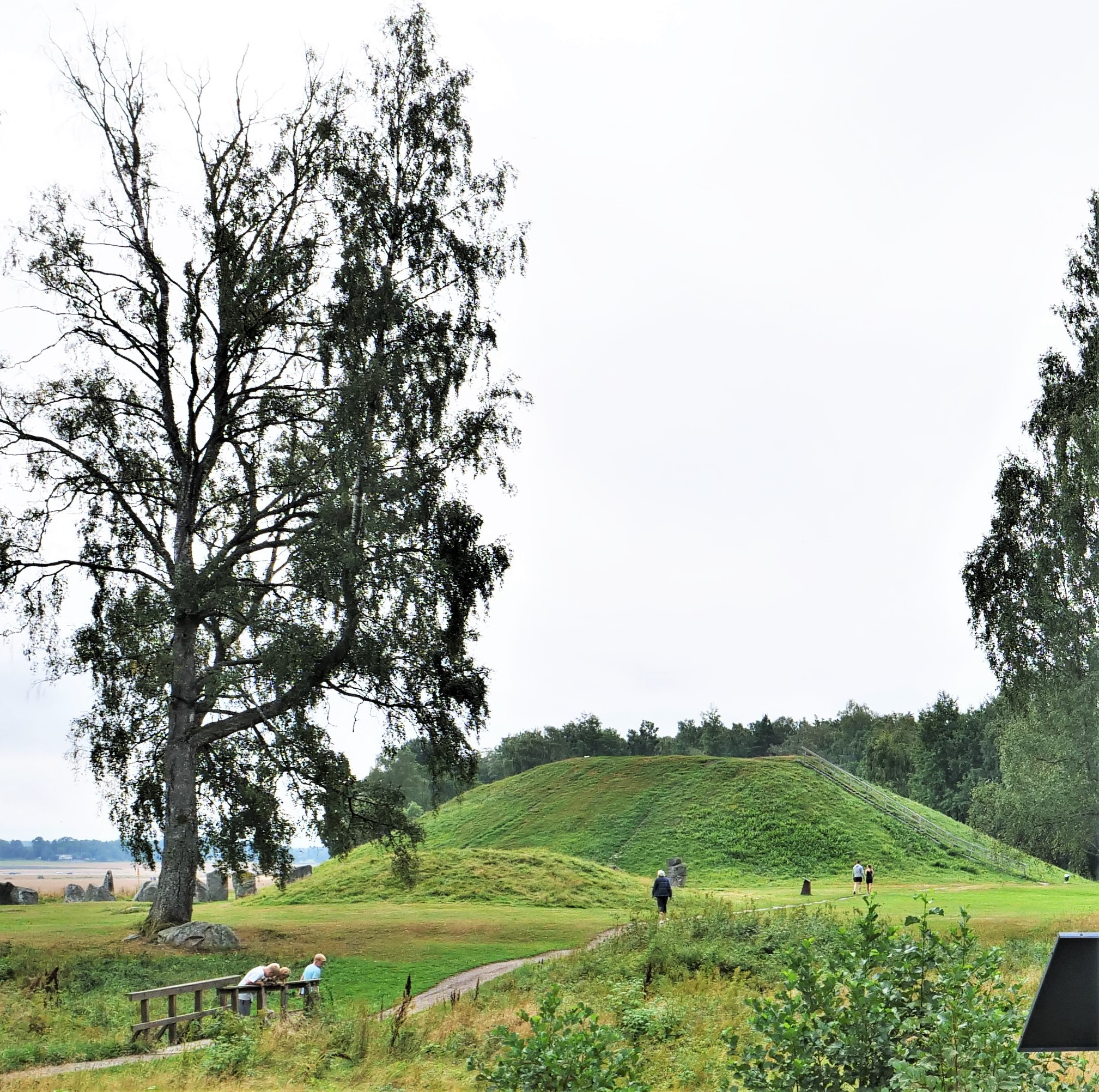
Blick auf kleinen und großen Hügel

Großhügel mit einem Durchmesser von mehr als 30 Metern heißen in Schweden oft Kungshögen (deutsch „Königshügel“ – Sättuna Kungshög; Kungshögen (Högsäter) und Nysäter, Kungshögen (Höllviken) und Kungshögarna von Malmö-Oxie). Sie sind vorzugsweise um den Mälaren anzutreffen, einige Beispiele finden sich auch in anderen Landschaften. Die Großhügel stammen oft aus der jüngeren Eisenzeit. Einige der größten sind: Grönehög in Bohuslän, Högom in Medelpad, Inglinge hög in Småland, Ledbergs kulle in Östergötland, Ottarshögen in Uppland, Skalunda hög in Västergötland, Ströbo hög in Västmanland und die drei Hügel in Alt-Uppsala in Uppland.
Der Anundshög hat 64–68 m Durchmesser und ist etwa 9,0 m hoch. Neben ihm wirken die anderen 10 Grabhügel bescheiden, obwohl einige von beachtlicher Größe sind. Viele haben den typischen Krater der Wikingerhügel in der Kuppe. Der Hügel soll das Grab des legendären Königs Bröt-Anund bergen, wahrscheinlich ist diese Zuschreibung und die Benennung des Hügels aber auf die Erwähnung des Namens Anund auf einem Runenstein aus dem 11. Jahrhundert am Fuße des Hügels zurückzuführen. Als Bröt-Anunds Grab wird ebenso ein Hünenbett östlich von Vinslöv in Schonen bezeichnet.

Hügelblicke
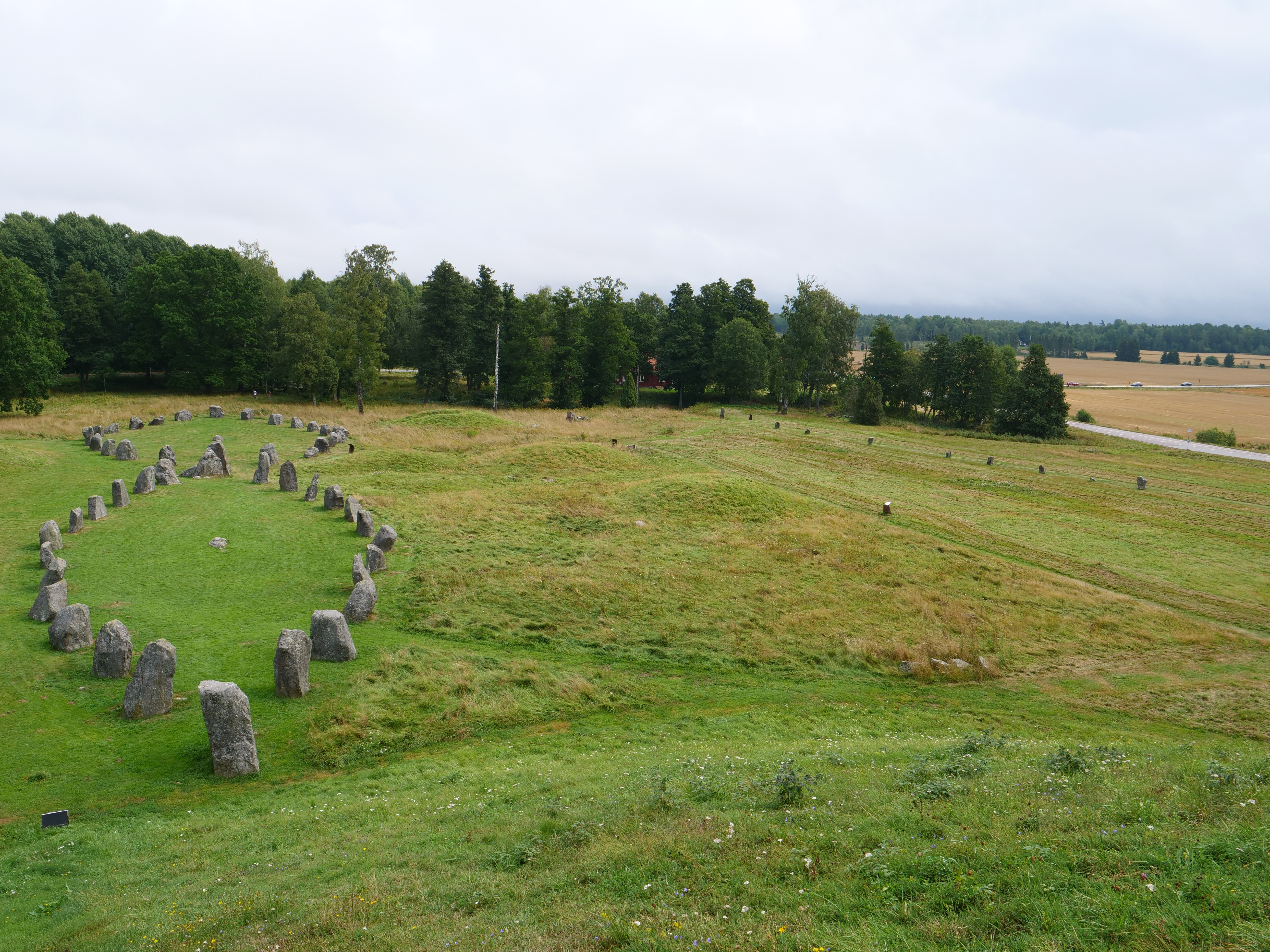
Geländeblick vom großen Hügel
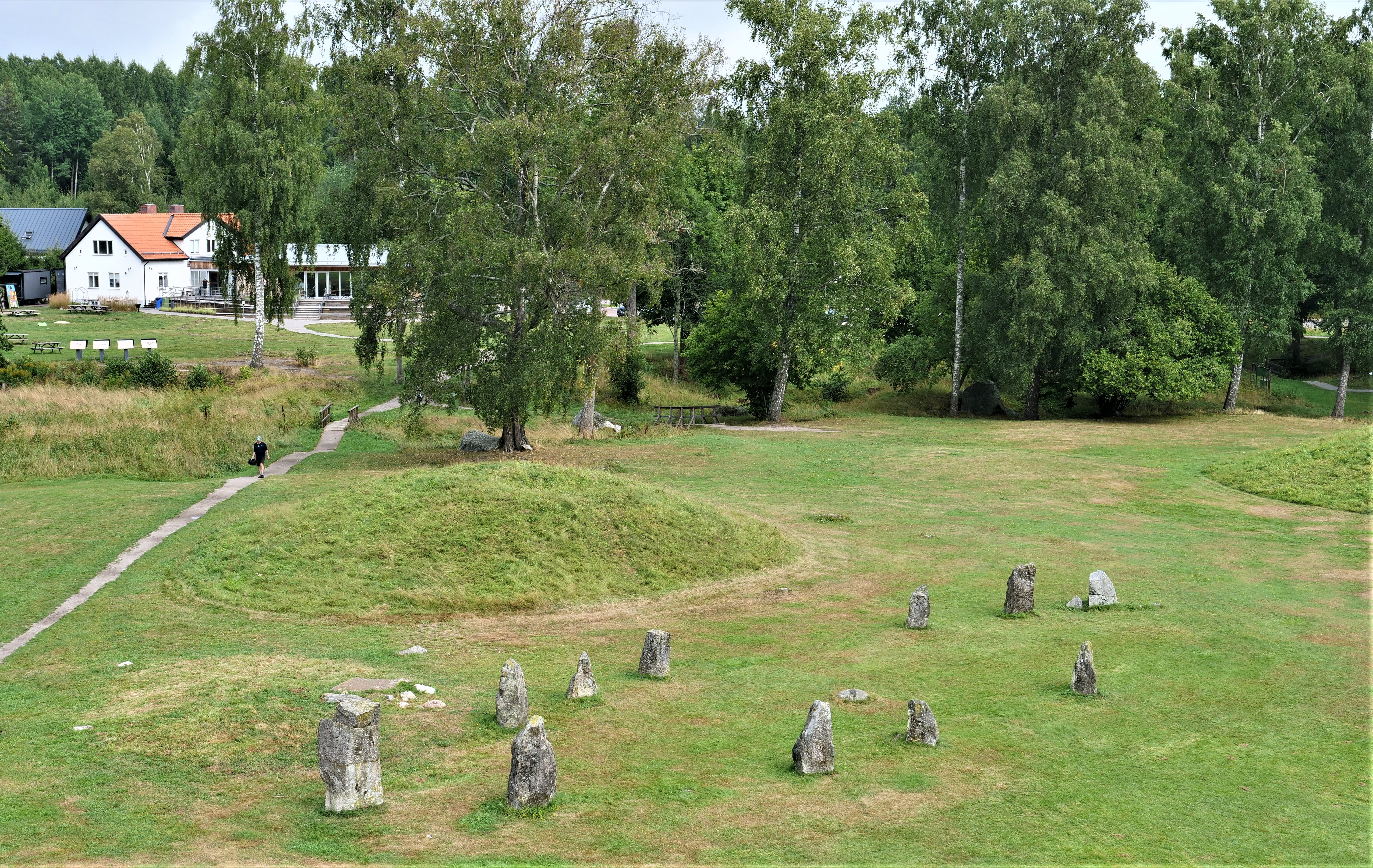
Blick vom großen Hügel zum Ankunftsgebäude
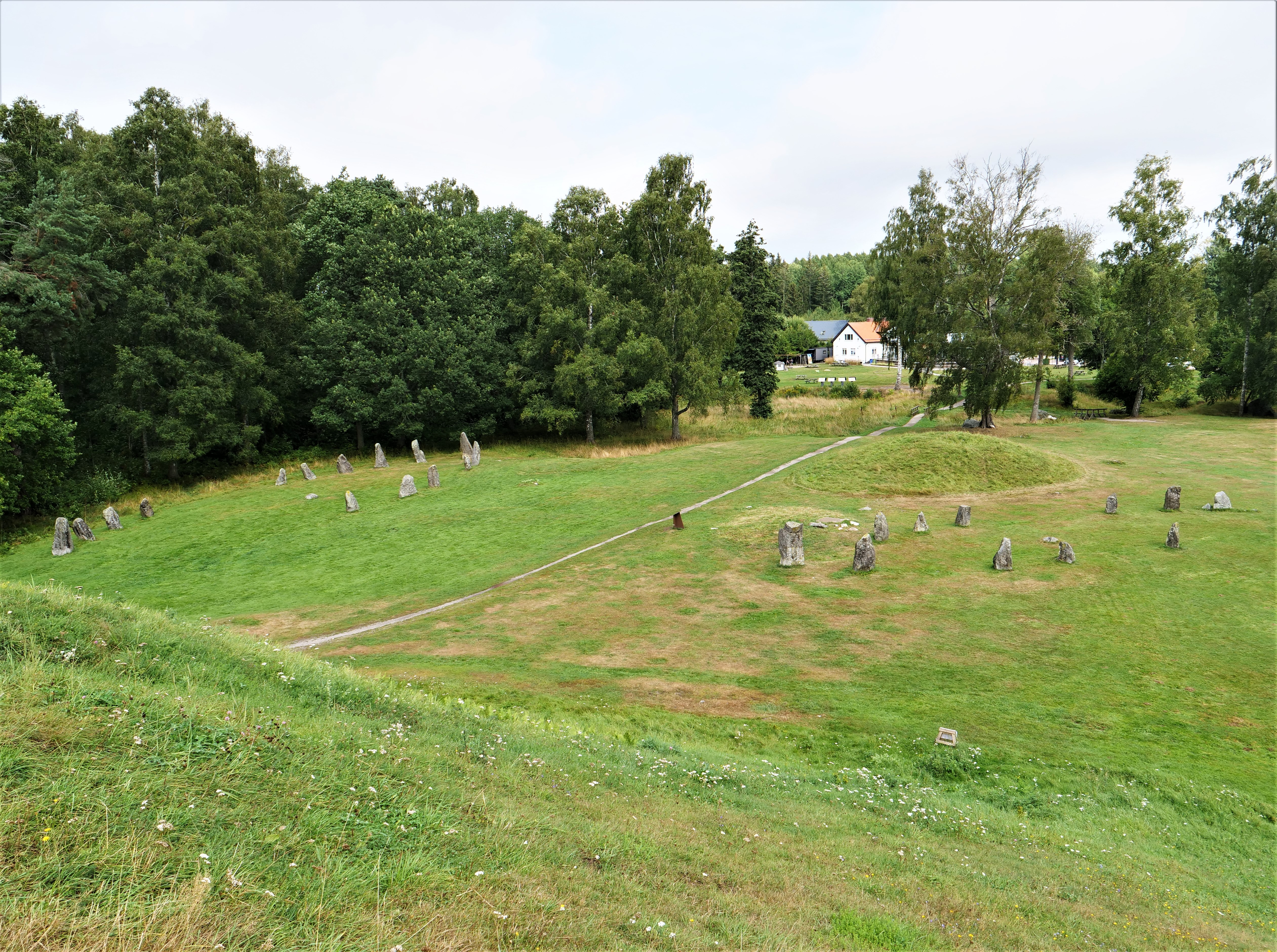
Blick auf zwei Schiffssetzungen und kleinen Hügel

## Die Schiffssetzungen
Zwei große Schiffssetzungen, mit Längen von 54 und 51 Metern liegen in Kiellinie auf den Anundshög ausgerichtet. Sie bestehen aus jeweils rund zwei Dutzend teilweise übermannshohen Findlingen. Das zugehörige Grab liegt unter dem relativ kleinen Maststein, in der Mitte des Schiffes. Das Längen-Breitenverhältnis der Schiffe entspricht jenen Proportionen, wie sie für die Originalschiffe der Wikinger ermittelt werden konnten. Neben den beiden großen finden sich seitab noch drei kleinere, beschädigte Schiffssetzungen.

Die Schiffssetzungen
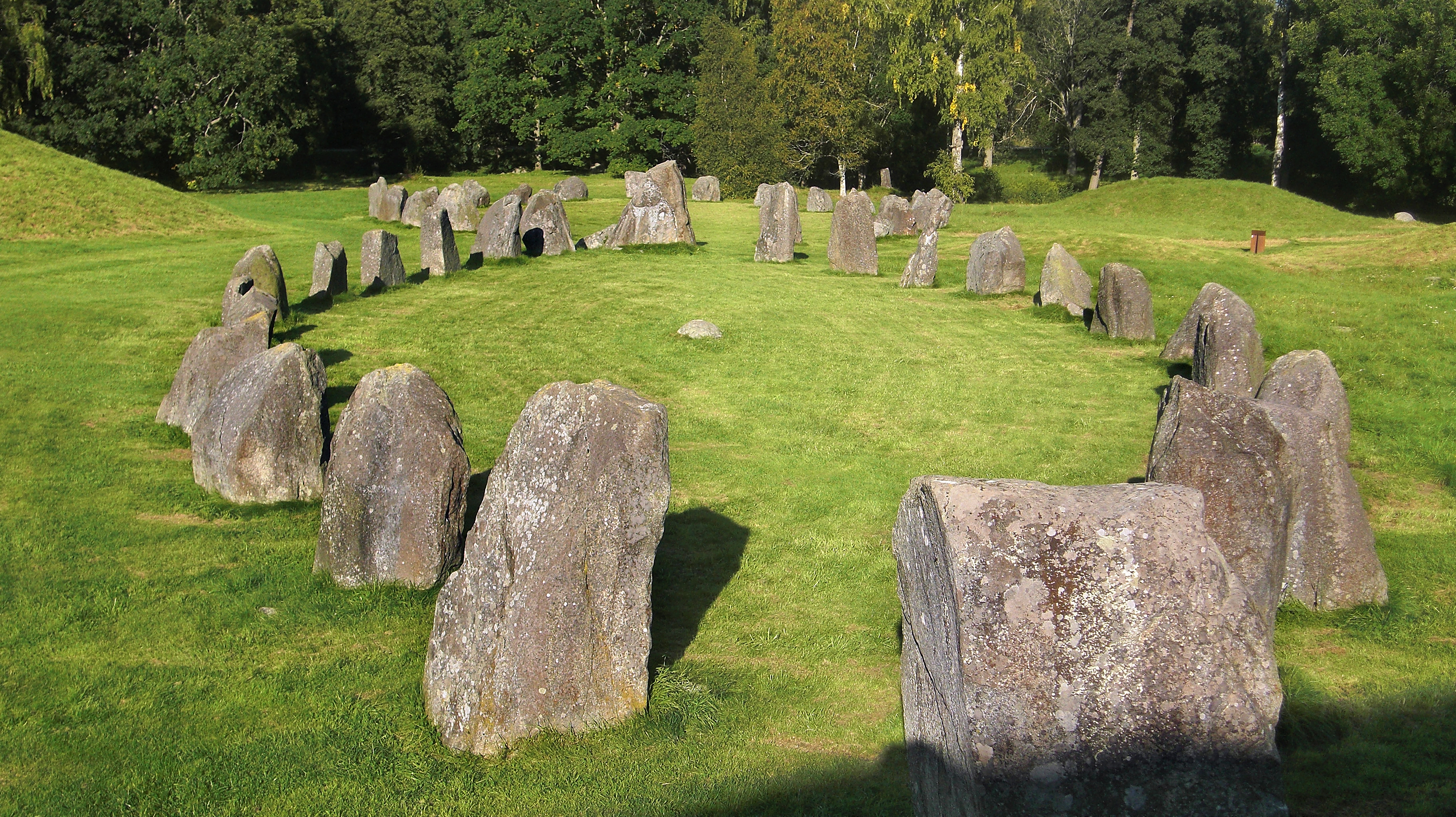
Schiffssetzung (schwedisch skeppssättning)
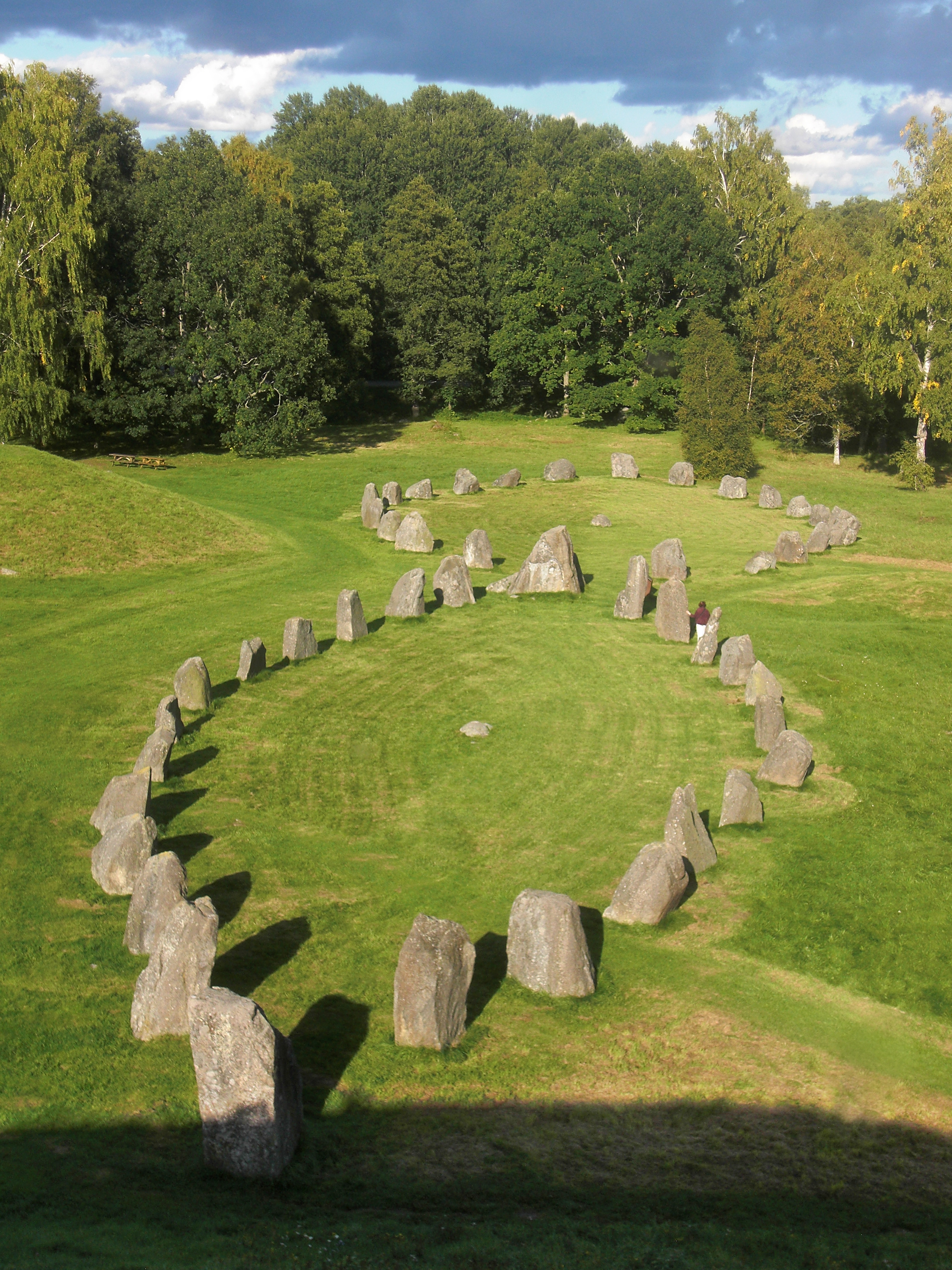
Zwei Schiffssetzungen in Reihe
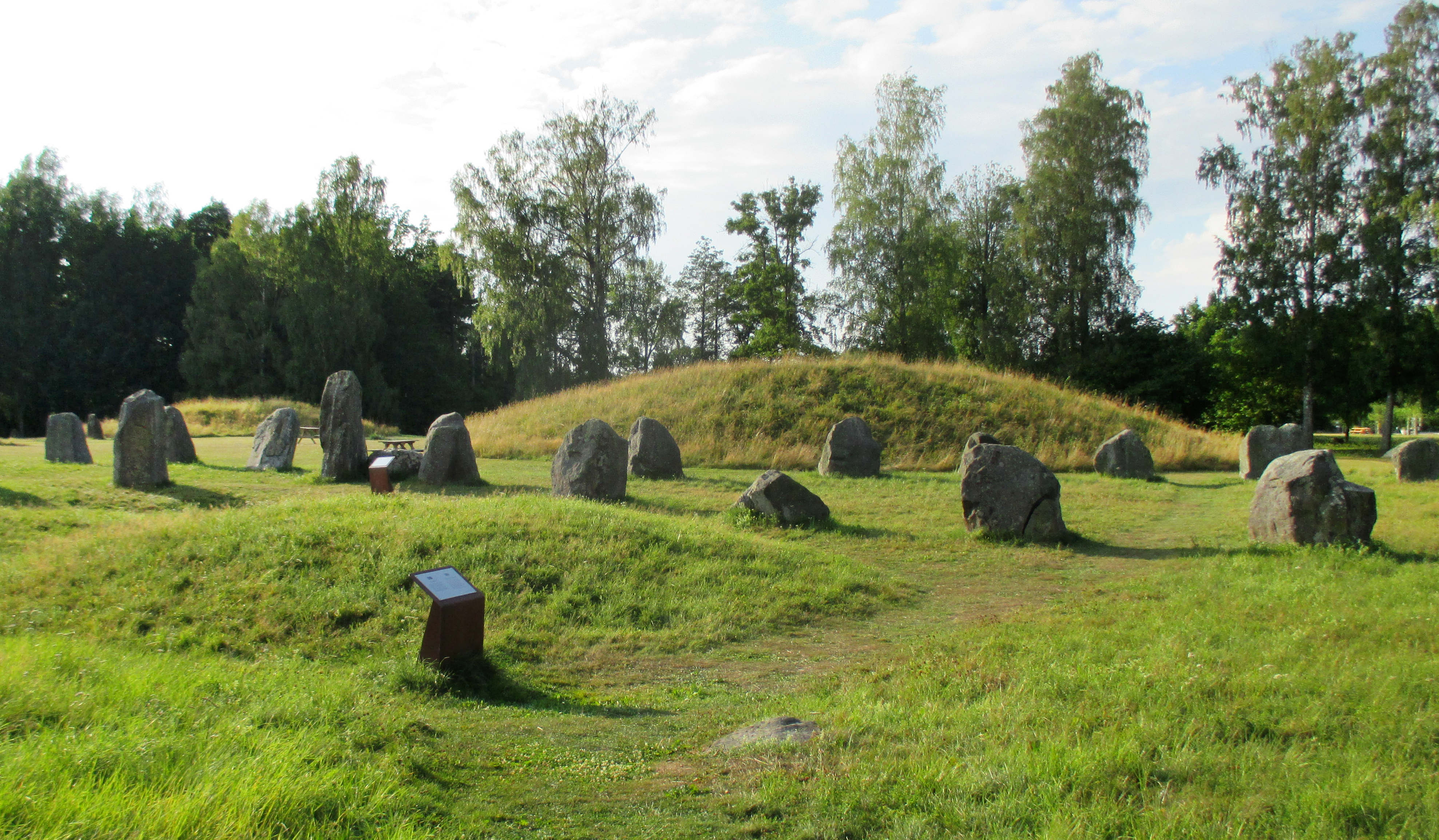
Schiffssetzung und kleiner Hügel

## Steinsetzungen
Unter den Steinsetzungen fällt eine schnurgerade Reihe von 14 weit gesetzten Menhiren bzw. Bautasteinen auf, mit einem Runenstein im Zentrum. Die Reihe ist der heute noch erhaltene Rest eines imposanten Straßenmonuments aus der Wikingerzeit, einer sogenannten „Runensteinbrücke“. Das Areal des Anundshög diente bis ins 13. Jahrhundert als Thingplatz.

## Der Runenstein

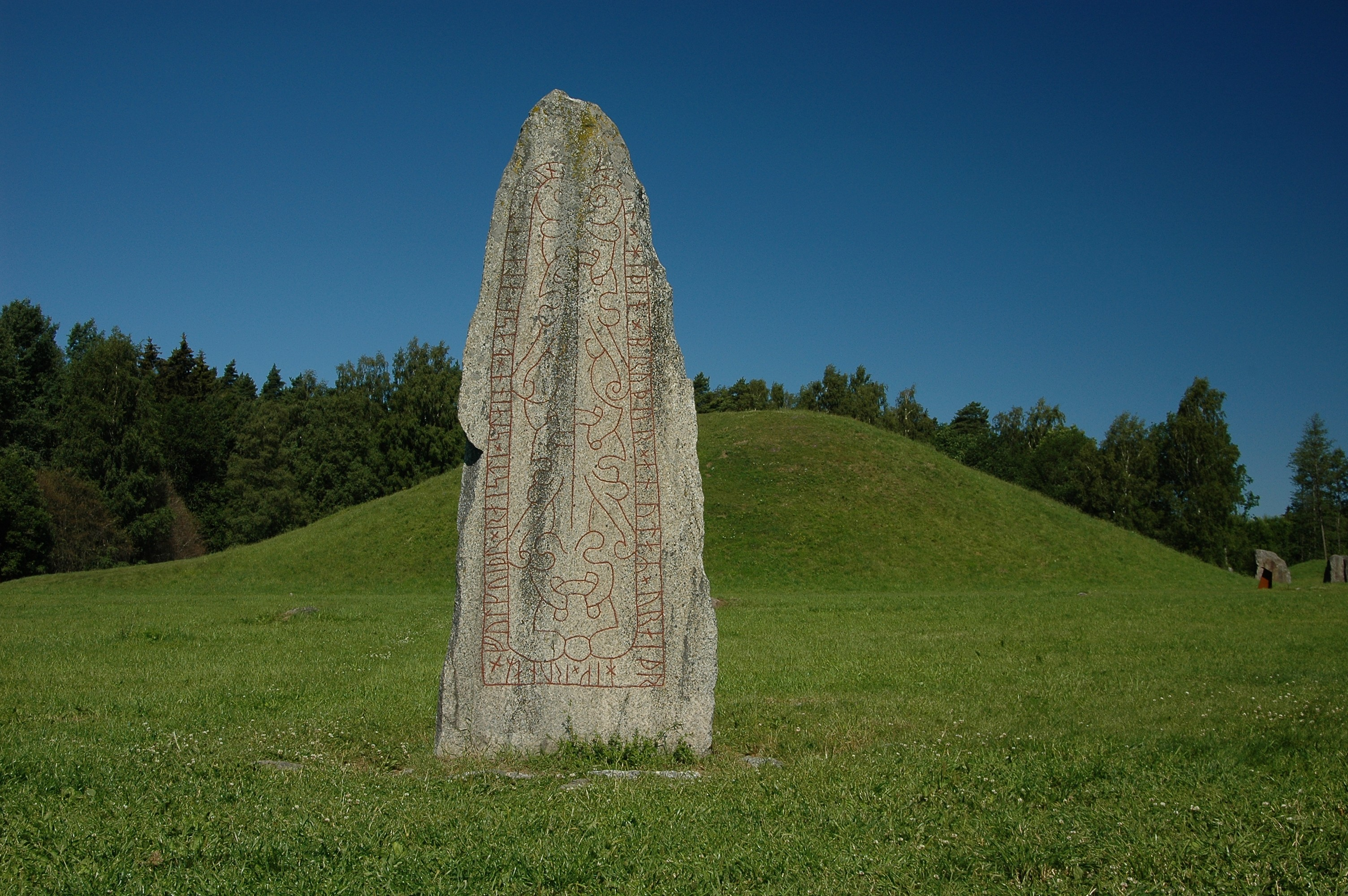
Runenstein bei Anundshög – Station der Eriksgata

Der Runenstein aus der 1. Hälfte des 11. Jahrhunderts trägt die Inschrift:
In der Nähe, bei dem Dorf Tibble, liegt eine der prähistorischen Trojaburgen Schwedens.